# Artiom Kiouregkian
Artiom Kiouregkian (in armeno Արտյոմ Սարգսի Կյուրեղյան?, in greco Αρτιόμ Κιουρεγκιάν?; Gyumri, 9 settembre 1976) è un ex lottatore armeno naturalizzato greco, specializzato nella lotta greco-romana.

## Palmarès

### Olimpiadi
- 1 medaglia:
  - 1 bronzo (Atene 2004 nei 55 kg)

### Europei
- 1 medaglia:
  - 1 argento (Haparanda 2004 nei 55 kg)